# Amalophyllon divaricatum
Amalophyllon divaricatum är en tvåhjärtbladig växtart som först beskrevs av Eduard Friedrich Poeppig, och fick sitt nu gällande namn av Boggan, L.E. Skog och Roalson. Amalophyllon divaricatum ingår i släktet Amalophyllon och familjen Gesneriaceae. Inga underarter finns listade i Catalogue of Life.